# Hinsdale, New York
Hinsdale är en kommun (town) i Cattaraugus County i delstaten New York. Vid 2020 års folkräkning hade Hinsdale 2 119 invånare.